# Internationaux de Strasbourg 2021
L'Internationaux de Strasbourg 2021 è stato un torneo femminile di tennis giocato sulla terra rossa. È stata la 35ª edizione del torneo che fa parte della categoria WTA 250 nell'ambito del WTA Tour 2021. Si è giocato al Tennis Club de Strasbourg di Strasburgo in Francia dal 23 al 29 maggio 2021.

## Partecipanti
| Nazionalità | Giocatrice             | Ranking* | Testa di serie |
| ----------- | ---------------------- | -------- | -------------- |
| Canada      | Bianca Andreescu       | 7        | 1              |
| Stati Uniti | Jessica Pegula         | 28       | 2              |
| Russia      | Ekaterina Aleksandrova | 34       | 3              |
| Kazakistan  | Julija Putinceva       | 35       | 4              |
| Rep. Ceca   | Barbora Krejčíková     | 38       | 5              |
| Cina        | Zhang Shuai            | 43       | 6              |
| Stati Uniti | Shelby Rogers          | 45       | 7              |
| Polonia     | Magda Linette          | 47       | 8              |

* Ranking al 17 maggio 2021.

### Altre partecipanti
Le seguenti giocatrici hanno ricevuto una wild card per il tabellone principale:
- Harmony Tan
- Clara Burel

Le seguenti giocatrici sono passate dalle qualificazioni:

- Océane Dodin
- Julija Hatouka
- Andrea Lázaro García
- Jule Niemeier
- Diane Parry
- Maryna Zanevs'ka

### Ritiri
Prima del torneo
- Danielle Collins → sostituita da  Sorana Cîrstea
- Cori Gauff → sostituita da  Misaki Doi
- Veronika Kudermetova → sostituita da  Caroline Garcia
- Svetlana Kuznecova → sostituita da  Alison Van Uytvanck
- Anastasija Pavljučenkova → sostituita da  Laura Siegemund
- Nadia Podoroska → sostituita da  Christina McHale
- Alison Riske → sostituita da  Hsieh Su-wei
- Elena Rybakina → sostituita da  Fiona Ferro
- Sara Sorribes Tormo → sostituita da  Rebecca Peterson
- Donna Vekić → sostituita da  Kristina Mladenovic
- Markéta Vondroušová → sostituita da  Alizé Cornet
- Wang Qiang → sostituita da  Varvara Gračëva

## Partecipanti doppio
| Nazionalità   | Giocatrice     | Nazionalità   | Giocatrice       | Ranking* | Testa di serie |
| ------------- | -------------- | ------------- | ---------------- | -------- | -------------- |
| Cile          | Alexa Guarachi | Stati Uniti   | Desirae Krawczyk | 32       | 1              |
| Taipei cinese | Chan Hao-ching | Taipei cinese | Latisha Chan     | 42       | 2              |
| Stati Uniti   | Hayley Carter  | Brasile       | Luisa Stefani    | 51       | 3              |
| Cina          | Xu Yifan       | Cina          | Zhang Shuai      | 54       | 4              |

* Ranking al 17 maggio 2021.

### Altre partecipanti
Le seguenti giocatrici hanno ricevuto una wild card per il tabellone principale:
- Clara Burel /  Diane Parry
- Estelle Cascino /  Jessika Ponchet

Le seguenti giocatrici hanno avuto accesso al tabellone principale grazie al ranking protetto:
- Aleksandra Panova /  Julia Wachaczyk

### Ritiri
Prima del torneo
- Shūko Aoyama /  Ena Shibahara → sostituite da  Miyu Katō /  Renata Voráčová
- Anna Blinkova /  Ljudmyla Kičenok → sostituite da  Anna Blinkova /  Christina McHale
- Nadežda Kičenok /  Ioana Raluca Olaru → sostituite da  Ekaterina Aleksandrova /  Jana Sizikova
- Alla Kudrjavceva /  Aleksandra Panova → sostituite da  Aleksandra Panova /  Julia Wachaczyk
- Nicole Melichar /  Demi Schuurs → sostituite da  Vivian Heisen /  Nicole Melichar

## Punti e montepremi
| Torneo              | V       | F       | SF     | QF     | 2T     | 1T     | Q    | Q1     |
| Singolare           | 280     | 180     | 110    | 60     | 30     | 1      | 18   | 1      |
| Premi in denaro ($) | $20 161 | $11 290 | $6 214 | $4 153 | $3 347 | $2 621 | N.D. | $1 613 |
| Doppio              | 280     | 180     | 110    | 60     | N.D.   | 1      | N.D. | N.D.   |
| Premi in denaro (€) | $7 528  | $4 032  | $2 524 | $1 588 | N.D.   | $1 250 | N.D. | N.D.   |

## Campionesse

### Singolare
In finale  Barbora Krejčíková ha sconfitto  Sorana Cîrstea con il punteggio di 6-3, 6-3.

### Doppio
In finale  Alexa Guarachi /  Desirae Krawczyk hanno sconfitto  Makoto Ninomiya /  Yang Zhaoxuan con il punteggio di 6-2, 6-3.